# Dan Millman
Pour les articles homonymes, voir Millman.
Dan Millman est un sportif et écrivain américain, né le 22 février 1946 principalement connu pour son autobiographie romancée : Le Guerrier Pacifique qui fut un best-seller dans la catégorie spiritualité et développement personnel.

## Biographie
Vainqueur du premier Championnat du monde de trampoline à Londres en 1964 , il fut cocapitaine de l'équipe de gymnastique de la NCAA California University en 1968, entraîneur de gymnastique de l'Université de Stanford et professeur d'éducation physique à Oberlin College.

## Le Guerrier pacifique
Le Guerrier pacifique (Way of the Peaceful Warrior), publié en 1980, premier livre de Millman, est une fiction autobiographique fondée de façon libre sur ses souvenirs d'étudiant. Initialement peu vendu, le livre est par la suite devenu un best-seller.
Le livre a été adapté au cinéma par Victor Salva en 2006 avec Nick Nolte dans le rôle de Socrate.

## Œuvre
- Le Guerrier pacifique (Way of the Peaceful Warrior, 1980), traduction par Olivier Clerc et Edmonde Klehmann, Éditions Vivez Soleil, 1985
- Le Voyage sacré du guerrier pacifique (Sacred Journey of the Peaceful Warrior, 1991), traduction par Martine Lahache, Éditions Vivez Soleil, 1993
- Votre chemin de vie (The Life You Were Born to Live, 1993), traduction par Denis Ouellet, Éditions du Roseau, 1995
- Les Aventures de Socrate (The Journeys of Socrates, 2005), traduction par Geneviève Boulanger et Françoise Forest, Éditions du Roseau, 2006
- L'École de la vie, 2017

### Études
- Tom Butler-Bowdon, 50 classiques de la spiritualité (2005), trad., Le Jour, Montréal, Canada, 2008.